# Plélauff
Plélauff (tiếng Breton: Pellann) là một xã của tỉnh Côtes-d'Armor, thuộc vùng Bretagne, tây bắc Pháp.

## Dân số
Người dân ở Plélauff được gọi là Plélauffiens.